# 赛吉德帕夏·乌马哈诺夫
赛吉德帕夏·达尔比舍维奇·乌马哈诺夫（羅馬化：Saygidpasha Darbishevich Umakhanov；1962年4月3日—）是俄罗斯政治人物，第八届国家杜马代表。
乌马哈诺夫于1997年成为达吉斯坦共和国人民议会代表，开始了他的政治生涯。1999年8月至9月，在武装分子沙米尔·巴萨耶夫和伊本·哈塔卜领导的车臣共和国入侵期间，乌马哈诺夫在哈萨维尤尔特领导了人民民兵部队。1997年至2015年，他领导哈萨尤特政府。2015年，出任达吉斯坦交通、能源和通讯部长。2020年至2021年，他担任达吉斯坦共和国首脑顾问。2021年9月起担任第八届国家杜马代表。

## 制裁
乌马哈诺夫于2022年因俄乌战争而受到欧盟制裁。

## 荣誉
- 友谊勋章
- 荣誉勋章（英语：Order of Honour (Russia)）